# 陳慧如
陳慧如（英語：Kelly Chen，1976年—），臺灣知名電視、電影編劇，曾任記者。代表作包含《痞子英雄》。

## 編劇作品

### 連續劇
- 《痞子英雄》
- 《向前走向愛走》（2012年）
- 《流氓蛋糕店》（2013年）
- 《威廉王子》（2014年）
- 《秦時麗人明月心》(2017年)
- 《誰是被害者2》（2024）

### 單元劇
- 《滾石愛情故事－鬼迷心竅》（2016年）
- 《滾石愛情故事－傷痕》（2016年）

### 短篇電影
- 《一瞬之光》（未上映）[1]

### 電影
- 《痞子英雄首部曲：全面開戰》（2012年）
- 《聽不見我愛你》（尚未籌拍）
- 《進行曲》（監製）

## 著作

### 小說
- 《身分》

### 散文
- 《不當敗犬，也不必當女王：愛情的幸福求生術》（2010年）
- 《愛，一個人也很好》（2011年）

### 旅遊書
- 《法國羅亞爾河》
- 《法國城堡》
- 《蔚藍海岸與蒙地卡羅》
- 《倫敦時尚旅行》
- 《加拿大東岸》
- 《探索澳洲》

## 獲獎
- 《聽不見我愛你》原創電影劇本獲101年度文化部優良電影劇本佳作（2012年）

## 外部連結
- 陳慧如的Facebook專頁
- 陳慧如的新浪博客